# Prêmio GLP4 (Premiação online)

O Prêmio GLP4 – Edição de 2025 é a mais recente edição da premiação, voltada a reconhecer personalidades e produções de destaque nos campos do entretenimento, cultura pop, internet, moda e música no Brasil. Criado com o objetivo de valorizar figuras relevantes do cenário cultural nacional, o prêmio envolve ampla participação do público por meio de votações abertas nas plataformas digitais.

## Histórico
A edição de 2024 registrou mais de 15 milhões de votos populares e premiou artistas e influenciadores em diversas categorias. Entre os destaques estiveram:

- Camila Loures – Mulher do Ano[5]
- Davi Brito – Homem Destaque
- João Guilherme – Ator do Ano
- Larissa Manoela – Atriz do Ano
- Bruna Gomes – Estrela do Digital e Estrela do Entretenimento
- Manu Bistene – Atriz do Futuro[6]
- Gustavo Rocha – Influenciador Teen
- Liz Macedo – Tiktoker do Ano
- Uma Dani – Gamer do Ano
- Israel e Rodolffo – Dupla do Ano
- Ana Castela – Cantora do Ano
- Outros nomes citados: Mel Summers, Luan Alencar, Álvaro, Jolie, Vitinho Lima, Alana Cabral, GianLucca Mauad, Gabriel Avellar, Key Alves, Caio e Luan, Fernanda Montenegro, Maiza Tchelly e Inês Morais.

## Edição de 2025
A edição de 2025 traz uma nova identidade visual inspirada na cultura amazônica, incorporando elementos visuais que remetem à ancestralidade, natureza e arte digital. A campanha de sugestões no Instagram gerou mais de 40 mil comentários, demonstrando forte engajamento do público e antecipando a relevância da edição.
Em julho de 2025, o a organização divulgou o cronograma oficial da premiação. A divulgação dos indicados(as) está marcada para o dia setembro, dando início à fase pública do evento. A votação popular ocorrerá entre os meses de outubro e novembro, consolidando a participação ativa do público na escolha dos vencedores. A cerimônia oficial será realizada em novembro, em data a ser confirmada, reunindo artistas, comunicadores e personalidades de todo o país para celebrar os destaques da cultura brasileira.

    Até o momento, a data oficial da cerimônia não foi divulgada. Entretanto, segundo veículos especializados, a organização já mobiliza fandoms e comunidades nas redes sociais, prometendo uma edição marcada pela diversidade e pelo alcance nacional.